# 塘沽堂

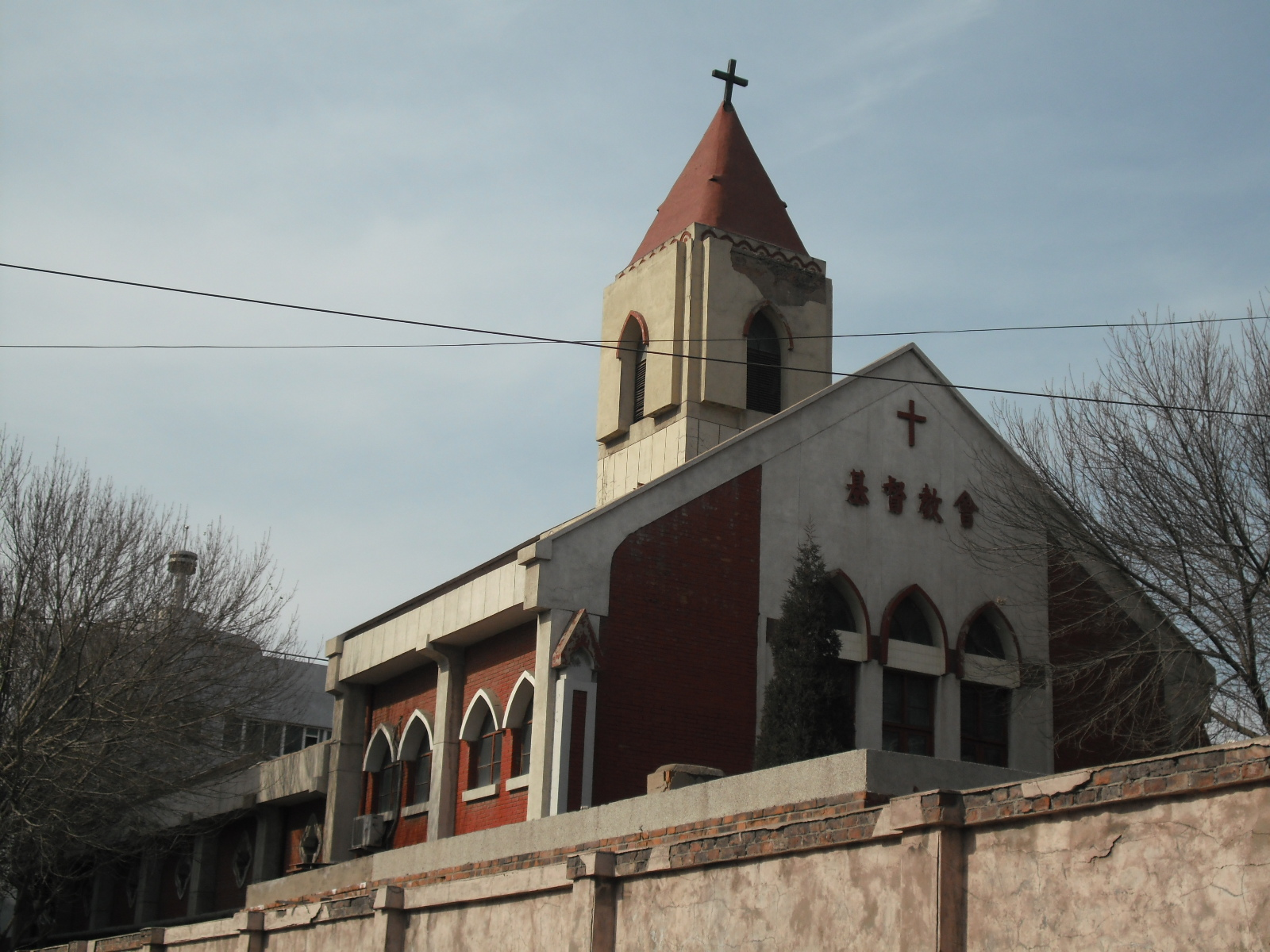
塘沽堂旧堂区

天津基督教会塘沽堂是一座隶属于天津市基督教“两会”的基督教教堂，位于天津市滨海新区塘沽。

## 背景
塘沽堂旧堂区位于滨海新区塘沽广州道1号，由于信众较多，该堂正逐渐迁往新堂区。目前部分崇拜活动仍在老堂区举行，但周末的聚会在新堂区。

### 塘沽堂新堂区

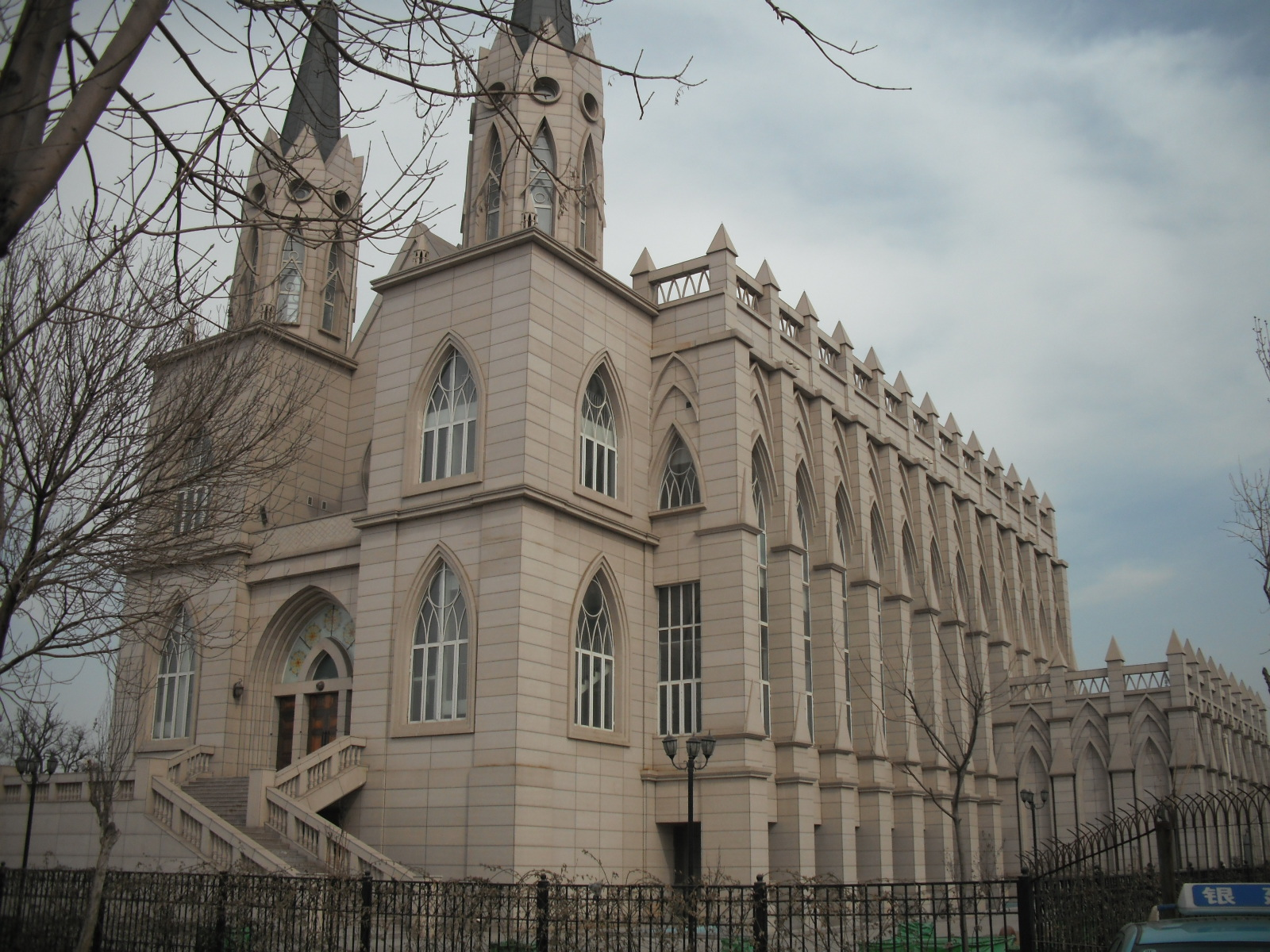
塘沽堂新堂区

新堂位于天津市滨海新区塘沽医院路385号。教堂位于海河河畔，东临塘沽医院（也叫第五中心医院），南临河滨公园，北侧为107公交起点站和大梁子渡口，占地面积6000余平米，可容纳信徒2000余人。于2008年11月奠基，2010年10月正式投入使用。由于塘沽堂属于“政府出资置换建设”，预计位于广州道的旧堂区可能会关闭。
新教堂建筑风格采用传统哥特式尖顶。

## 历史沿革
塘沽基督教传播的历史比较悠久，早在20世纪20年代就有来自英美的传教会在此设立教堂。 中共建政后基督教活动的规模和影响逐渐下降直至完全消失，到80年代左右才恢复。
- 1983年，塘沽基督徒恢复聚会。
- 1986年，基督徒增至数百人，教会提出建设教堂计划。
- 1989年，位于广州道的老堂区建成开放。
- 2001年，老堂区地面出现沉降，教会努力下得到维修，同时提出了建设新堂区的方案。
- 2009年，原塘沽区信众达3000人，建设新堂区的计划得到批准。
- 2010年，耗资3535万的新堂区落成开放，大部分为政府出资。[4]

## 图库

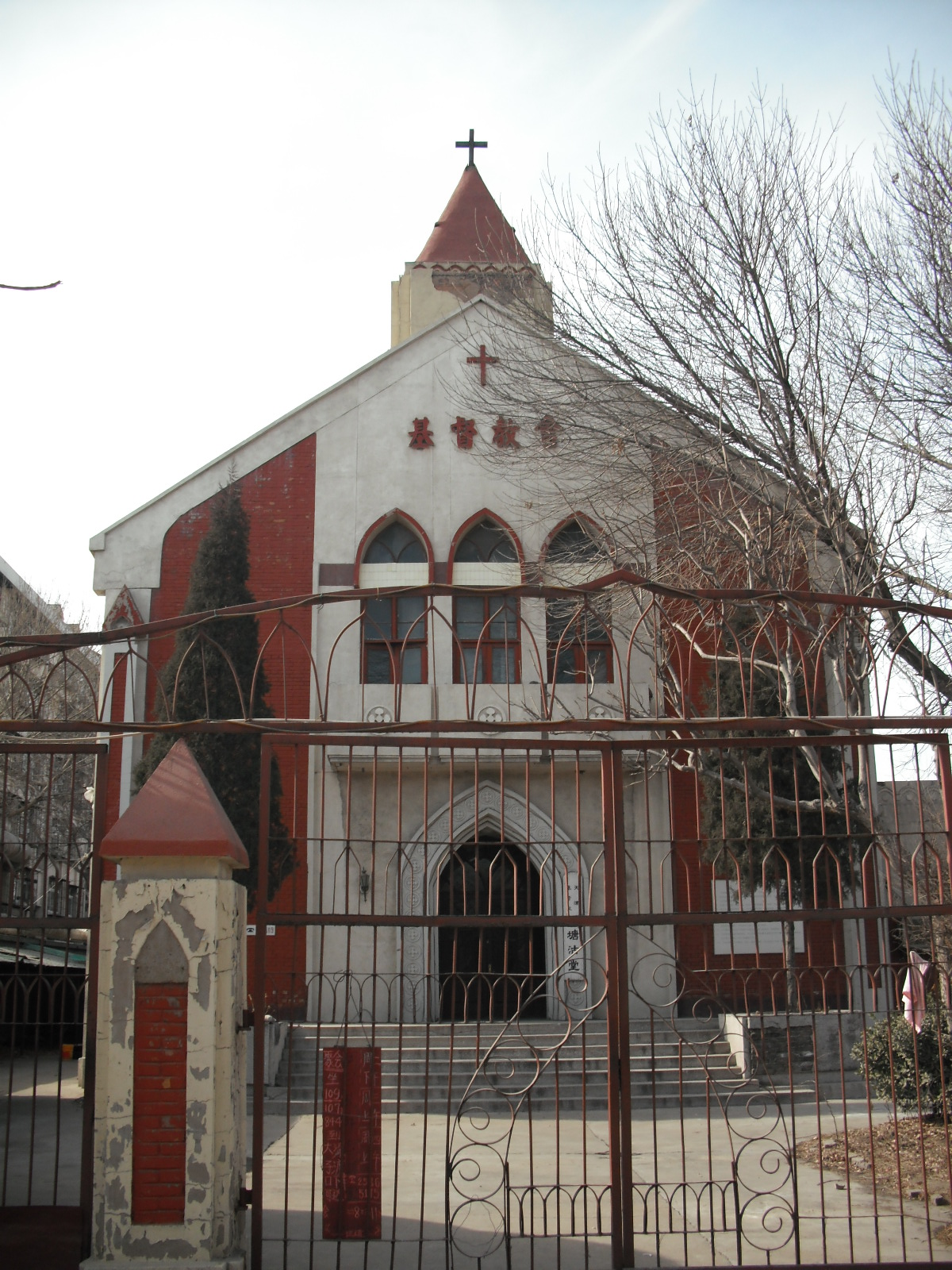
旧堂正面。
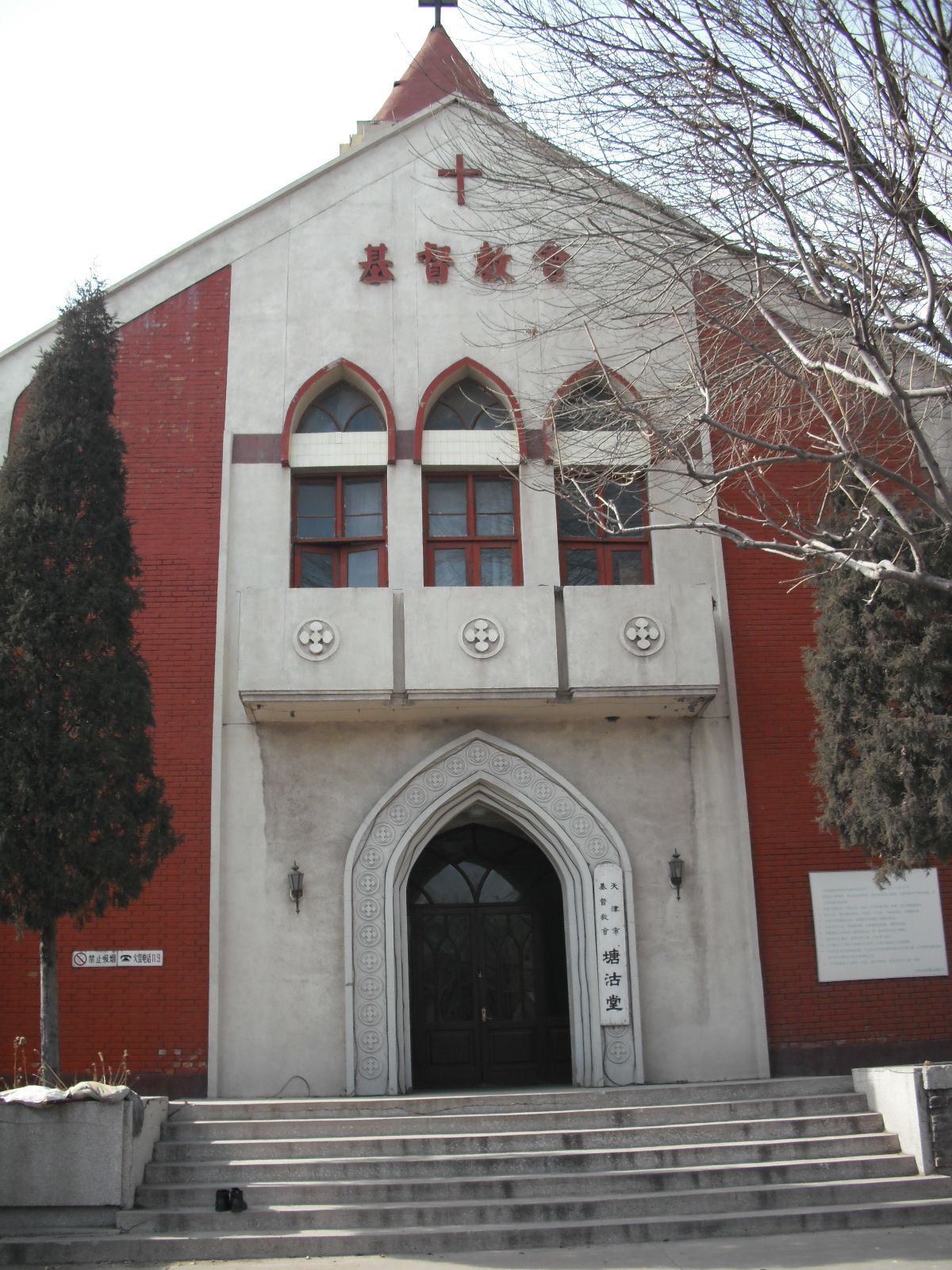
旧堂正面（无铁门）。
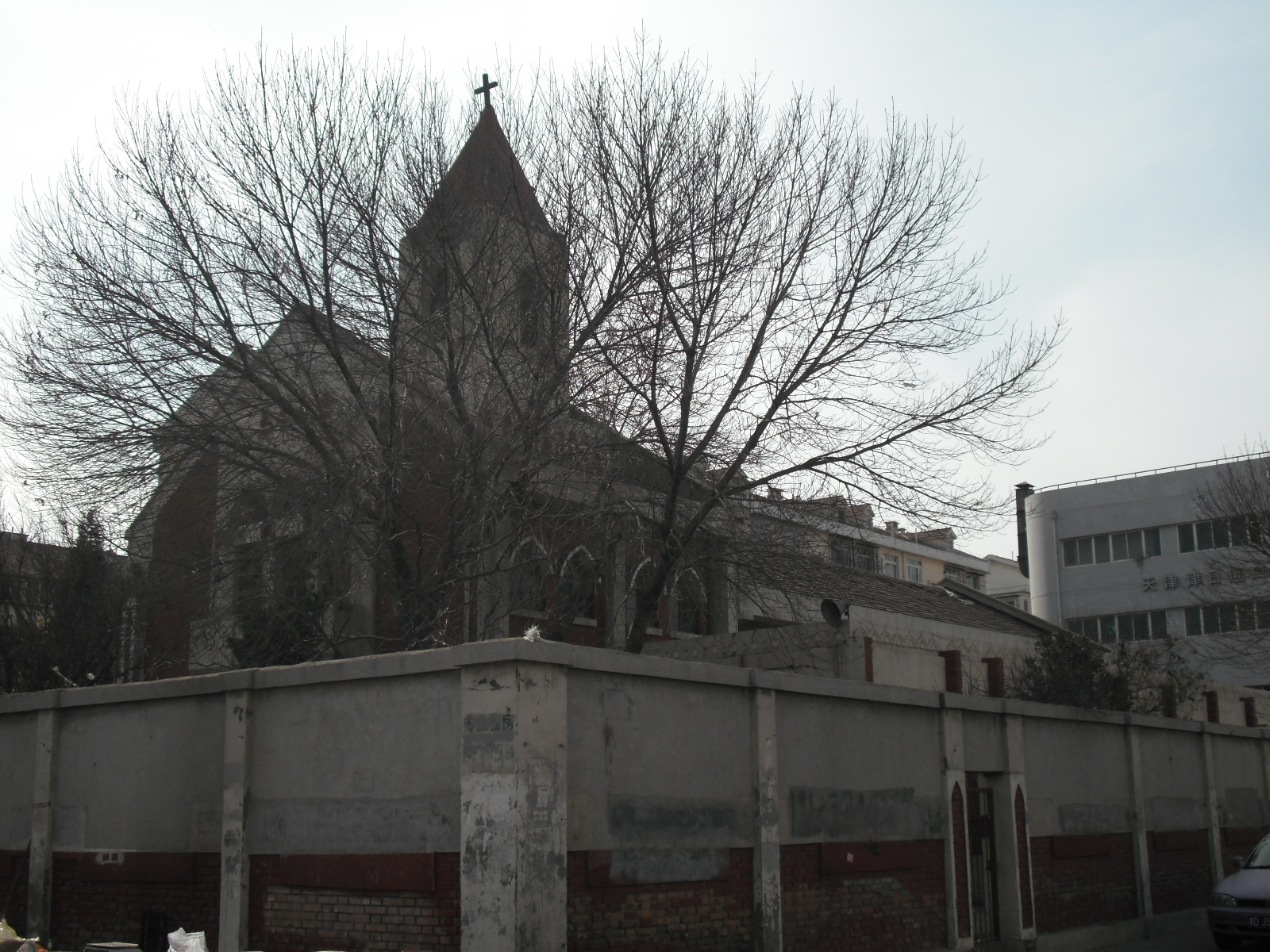
旧堂北面。
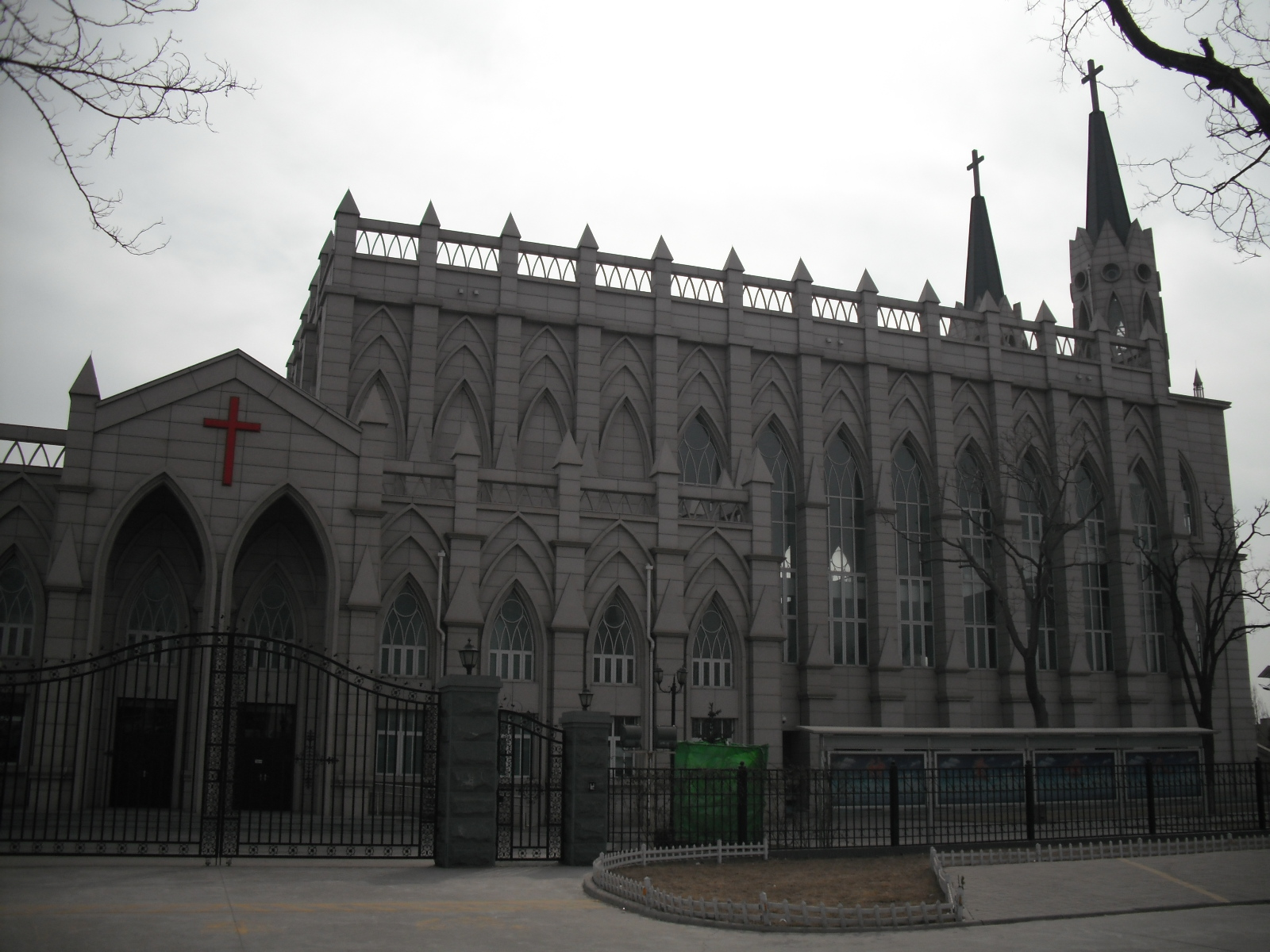
塘沽新堂北面。
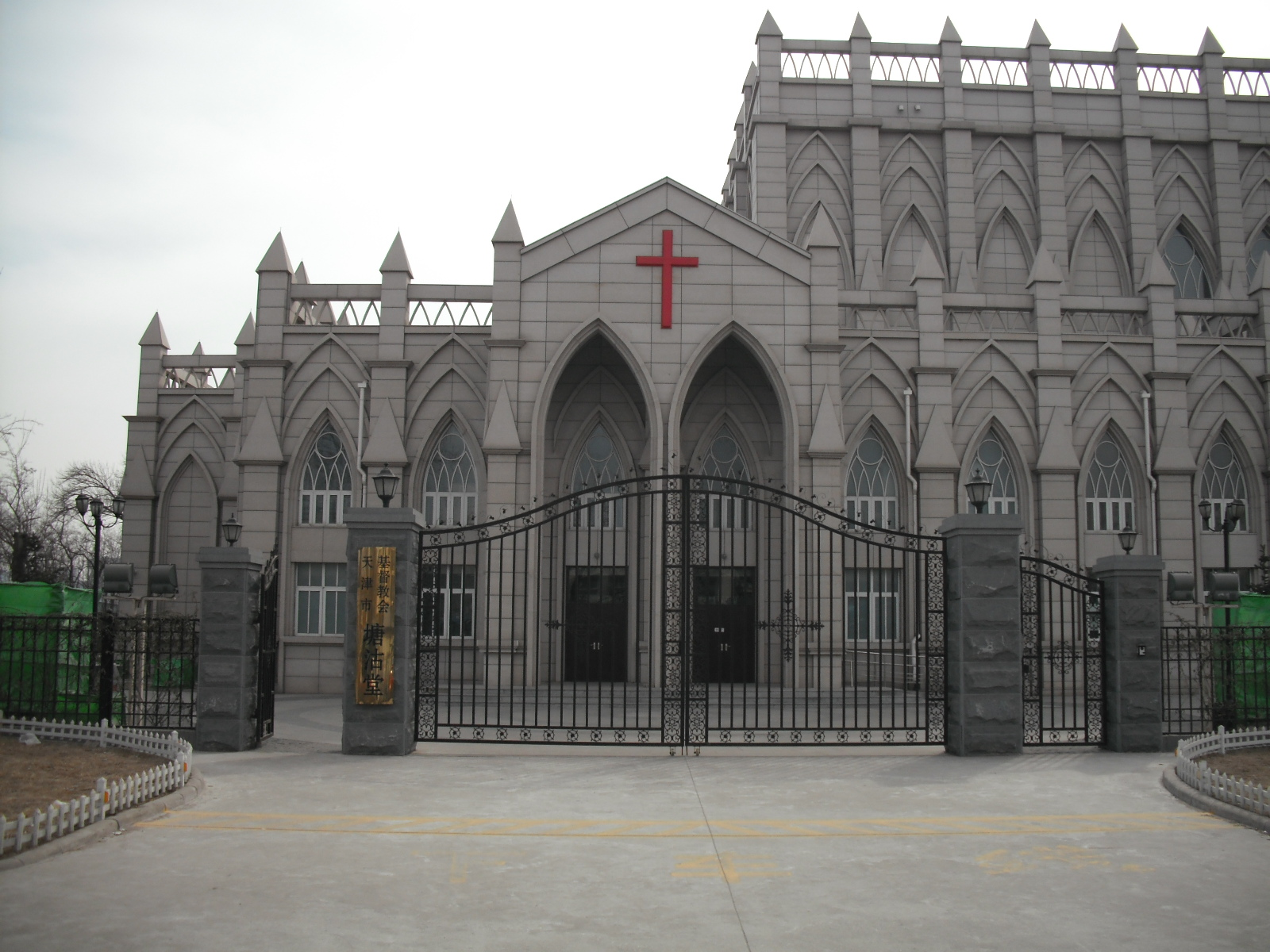
塘沽新堂入口。
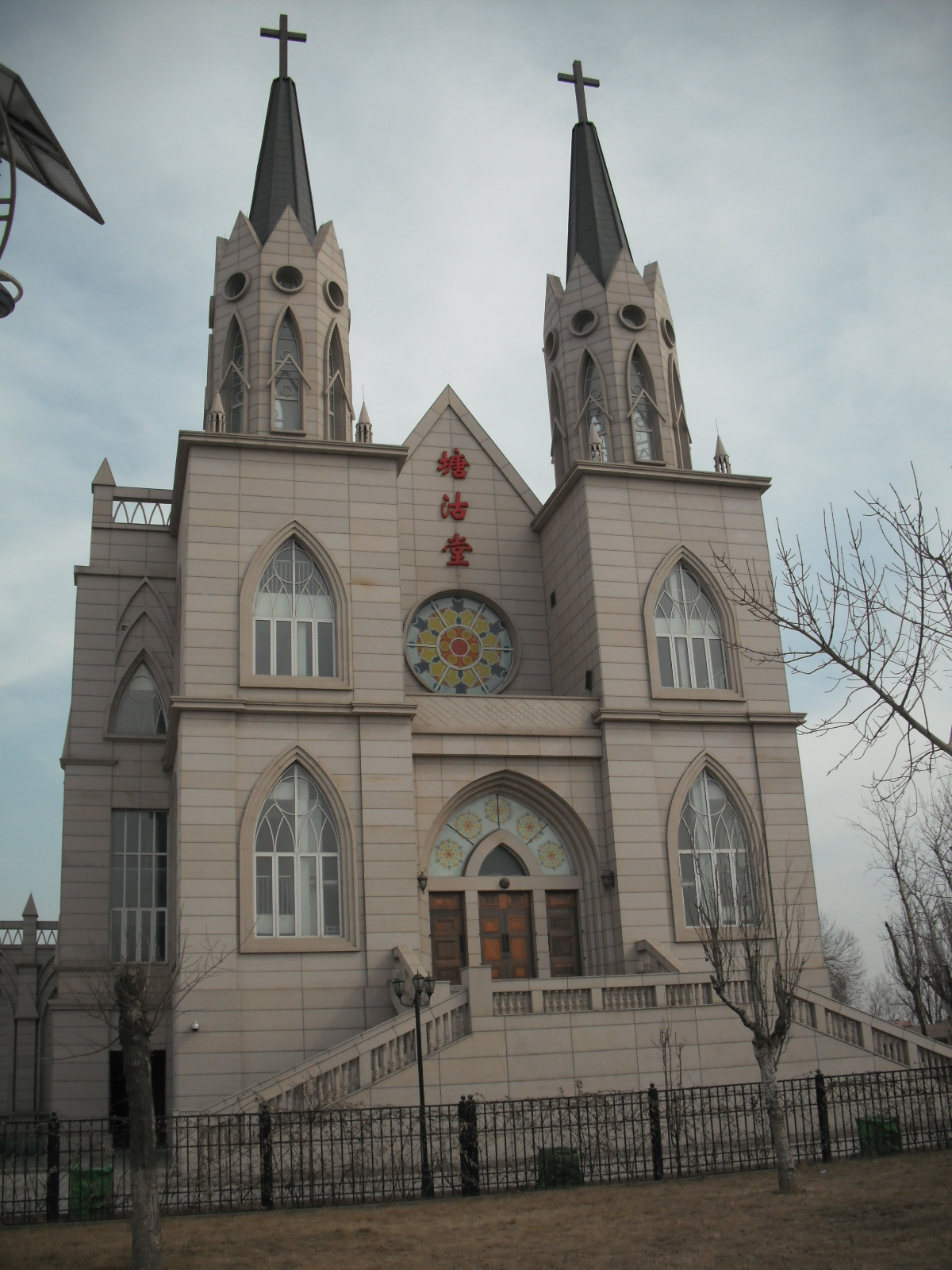
新堂正面。